# 아베 마사카쓰
아베 마사카쓰(阿部正勝)는 센고쿠 시대와 아즈치모모야마 시대를 걸친 무장이다. 도쿠가와씨의 가신. 아명은 도쿠치요(徳千代). 쇼군 도쿠가와 이에미쓰 시대의 육인중 중 아베 다다아키, 아베 시게쓰구는 마사카쓰의 손자들이다.